# Andy Irving
Pour les articles homonymes, voir Irving.
Andy Irving, né le 13 mai 2000 à Édimbourg, est un footballeur international écossais qui évolue au poste de milieu de terrain au West Ham United.

## Biographie

### Carrière en club

#### Formation et débuts en Écosse
Né à Édimbourg au Écosse, Andy Irving est formé par le Heart of Midlothian,, où il commence sa carrière professionnelle en championnat d'Écosse, après un premier prêt aux Berwick Rangers en troisième division,. Il joue son premier match avec l'équipe première des Hearts le 24 janvier 2018, titulaire lors d'une victoire 3-0 contre le Hamilton Academical en championnat,.
Le 31 juillet 2018, Irving est prêté au Falkirk en deuxième division pour la première partie de saison. 
Mais c'est dans les saisons 2019-2020 qu'il va s'imposer chez son club formateur, dans une année 2020 contrastée, avec une finale de coupe mais aussi une relégation.

Pour la saison 2020-2021, il joue un rôle de protagoniste pour permettre aux siens de terminer champions de deuxième division,.

#### Progression en Allemagne puis Autriche
En fin de contrat avec les Hearts, Irving rejoint la troisième division allemande avec le Türkgücü Munich en juin 2021,,.
Mais après seulement un an en Allemagne, son club est en faillite, et Irving signe à l'Austria Klagenfurt en juillet 2022, pour jouer en Bundesliga autrichienne,. Il s'impose dans le championnat avec son équipe qui joue le haut du tableau.
En août 2023, il est transféré au West Ham United en championnat d'Angleterre, restant toutefois en prêt en Autriche pour la saison 2023-2024,,.

#### Découverte de la Premier League
Suivi par plusieurs clubs à l'été 2024, notamment pour de potentiels prêts, Irving est néanmoins retenu par son club et Julen Lopetegui, qui l'intègre à l'équipe première en pré-saison,.
Il fait ses débuts en Premier League pour West Ham 21 septembre 2024, entrant en jeu lors du derby londonien contre Chelsea, qui se termine par une défaite 3-0,.

### Carrière en sélection
Irving est international avec l'équipe d'Écosse des moins de 17 ans, des moins de 19 ans puis les espoirs.
En octobre 2024, Irving est convoqué pour la première fois avec l'équipe senior d'Écosse,,.
Il honore sa première sélection le 9 juin 2025, remplaçant John McGinn lors des 31 dernières minutes d'une victoire 0-4 en match amical contre le Liechtenstein au Rheinparkstadion de Vaduz,,.